# Холола
Холола (фин. Hollola) је град у Финској у округу Пејенска Тавастија. Према процени из 2006. у граду је живело 21.292 становника.

## Становништво
Према процени, у граду је 2006. живело 21.292 становника.
| 1990.  | 2000.  |
| ------ | ------ |
| 19.915 | 20.378 |